# Гегидзе, Михаил Егорович
 Михаил Егорович Гегидзе  (1847 — ?) — русский юрист, публицист.

## Биография
Родился в 1847 году, «получил воспитание в Императорском Московском университете и по окончании полного курса по юридическому факультету утверждён в звании действительного студента, с правами на принятие в гражданскую службу XII классом».
20 августа 1871 года был определён на должность старшего делопроизводителя Кубанского областного правления. 30 декабря того же года на него было возложено исправление должности редактора «Кубанских областных ведомостей». 27 июня 1872 года он был произведён в чин губернского секретаря.
Екатеринодарский период служебной карьеры завершился 30 января 1873 года, когда решением начальника главного управления наместника Кавказского барона Александра Павловича Николаи на него были возложены обязанности судебного следователя во 2-м участке Баталпашинского уезда. В дальнейшем карьера шла по судебному ведомству. С 1873 по 1877 год — судебный следователь Баталпашинского уезда, затем — Армавирского участка. В 1890-е годы — член Витебского окружного суда и один из постоянных авторов «Журнала Министерства юстиции». Затем (до 1917 г.) — член уголовного департамента Тифлисской судебной палаты. Дальнейшая судьба неизвестна.
Православный. Известно, что был женат на дочери коллежского асессора Козинера девице Юлии Григорьевне и получал на тот момент «жалования 500 рублей, столовых 200 рублей, квартирных 150».